# París-Roubaix 1957
La 55.ª edición de la París-Roubaix tuvo lugar el 7 de abril de 1957 y fue ganada por el belga Alfred De Bruyne en solitario. 

## Clasificación final
| Posición | Ciclista            | Equipo              | Tiempo     |
| -------- | ------------------- | ------------------- | ---------- |
| 1        | Alfred de Bruyne    | Carpano-Coppi       | 7h 15' 19" |
| 2        | Rik van Steenbergen | Elvé-Peugeot-Marvan | + 1' 11"   |
| 3        | Leon van Daele      | Faema               | m. t.      |
| 4        | André Darrigade     | Helyett-Potin       | m. t.      |
| 5        | Maurice Mollin      | OK-Cycle Vinke      | m. t.      |
| 6        | Raymond Impanis     | Peugeot-BP          | m. t.      |
| 7        | Serge Blusson       | Essor               | m. t.      |
| 8        | Norbert Kerckhove   | Faema               | m. t.      |
| 9        | Joseph Groussard    | Essor               | m. t.      |
| 10       | Jacques Dupont      | Saint-Raphael       | m. t.      |